# Leghornka
Leghornka je nosné plemeno slepic původem ze středoitalské oblasti Toskánsko.
Toto plemeno se v angličtině původně označovalo jako Italian – italské. Název leghorn vznikl anglickým zkomolením jména města Livorno což je toskánský přístav, odkud se tyto slepice začaly okolo roku 1828 dovážet do Severní Ameriky kde proběhlo jejich další šlechtění. Původní zbarvení těchto slepic bylo hlavně bílé, jinak zbarvené slepice se původně braly jako jiný druh – německá leghornka, dnes se leghornek vyskytuje více typů chovaných po světě vždy v několika barevných rázech. Avšak v České republice se rozdělují vlašky (Vlachy jsou starší označení pro Itálii) zahrnující i bílé zbarvení (avšak dosud málo početné) a leghornky na dvě plemena především kvůli rozdílnému typu. Leghornka je též často základním plemenem pro šlechtění průmyslových nosných hybridů produkujících vejce s bílou skořápkou s kterými se často zaměňuje – např. Dominant Leghorn 229 či Dekalb White, od kterých se liší těžší váhou, silnější konstitucí, ladnější linii zad (nikoliv tzv. šikmý klecový postoj), bohatším a na pohled kvalitnějším opeřením u slepic patrným zejména v ocasu. Hřebínek kohoutů nemá tendenci přerůstat a klopit se jako u hybridního typu. V drobném chovu oproti neměnným podmínkám drůbežárnových hal čistokrevné leghornky svou užitkovost podporují silnější stavbou těla, která se projevuje na jejich zdraví a delší schopností snůšky, jež však jako u všech slepic každým rokem klesá.

## Chov
Leghornky snášejí bílá vejce, za rok průměrně snesou 300, někdy až 310-330 vajec. Pokud jim je dopřán velký výběh, jsou velice shánlivé a celý den vyhledávají potravu, jsou ovšem díky svému zbarvení snadným cílem dravých ptáků.
Český vzorník drůbeže uvádí přípustnou váhu do 1 roku u kohouta od 2,1 do 2,5 kg. U slepice 1,8 – 2,2 kg. Nad 1 rok pak u kohouta 2,3 – 3 kg, u slepice 2,0 – 2,5 kg.
Toto plemeno však rychle dospívá, proto není vhodné pro masný chov. Jsou velice temperamentní, někdy se uvádí jejich plachost, která však závisí na přístupu chovatele, a při klidném zacházení od raného mládí se elimininuje. Taktéž i jejich přelétávání při dostatečném výběhu.

## Galerie

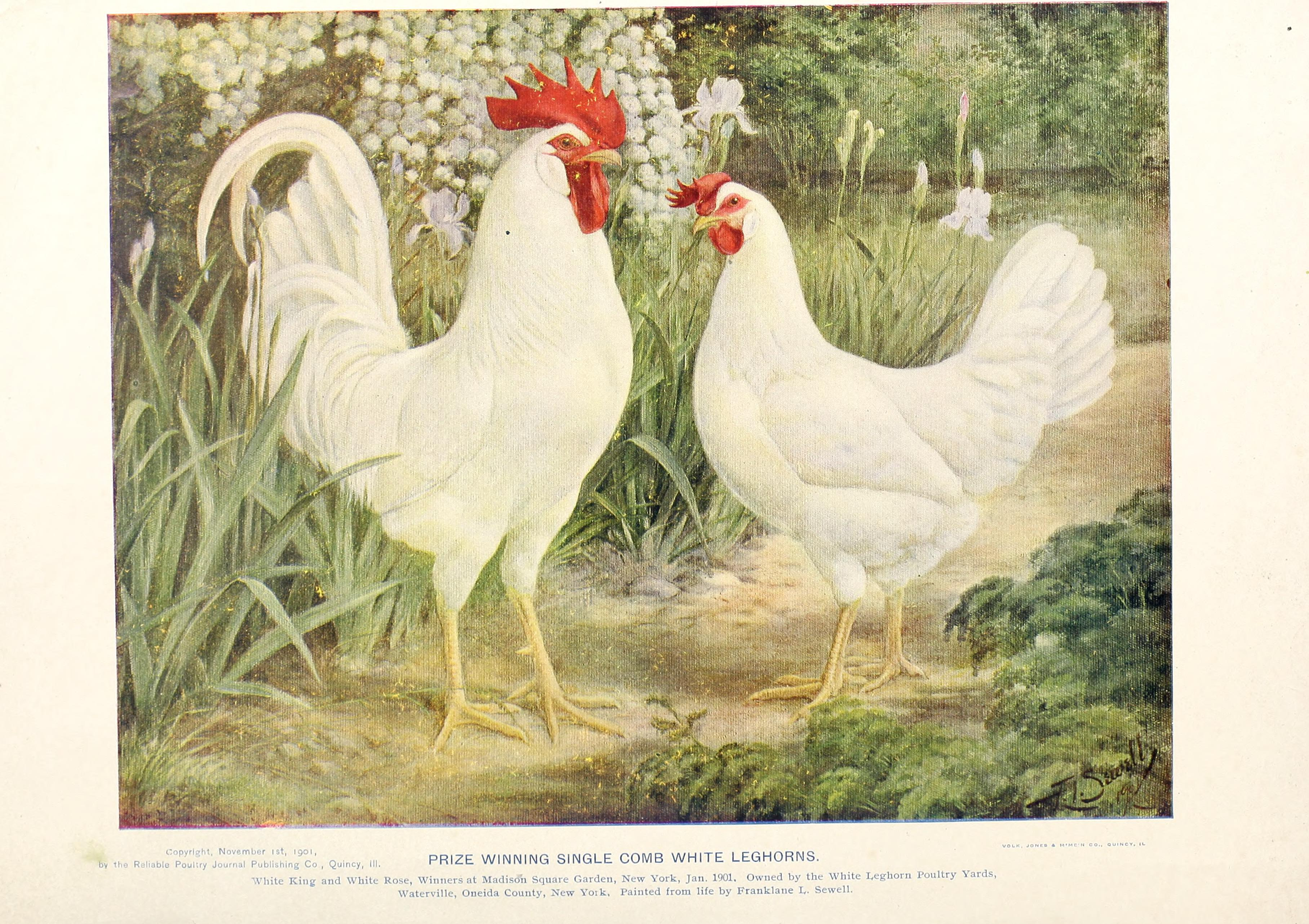
Ilustrace leghornek
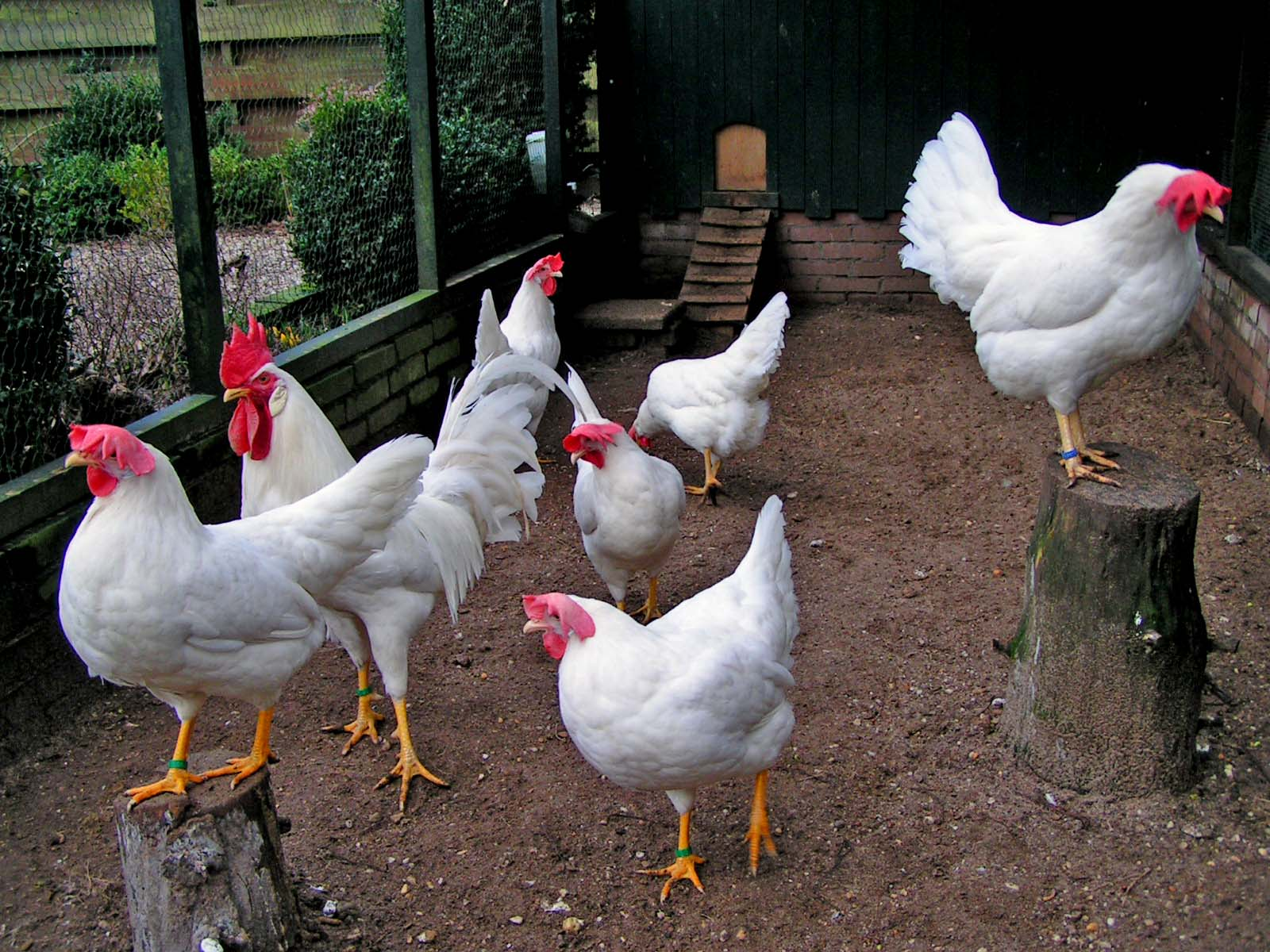
Hejno leghornek
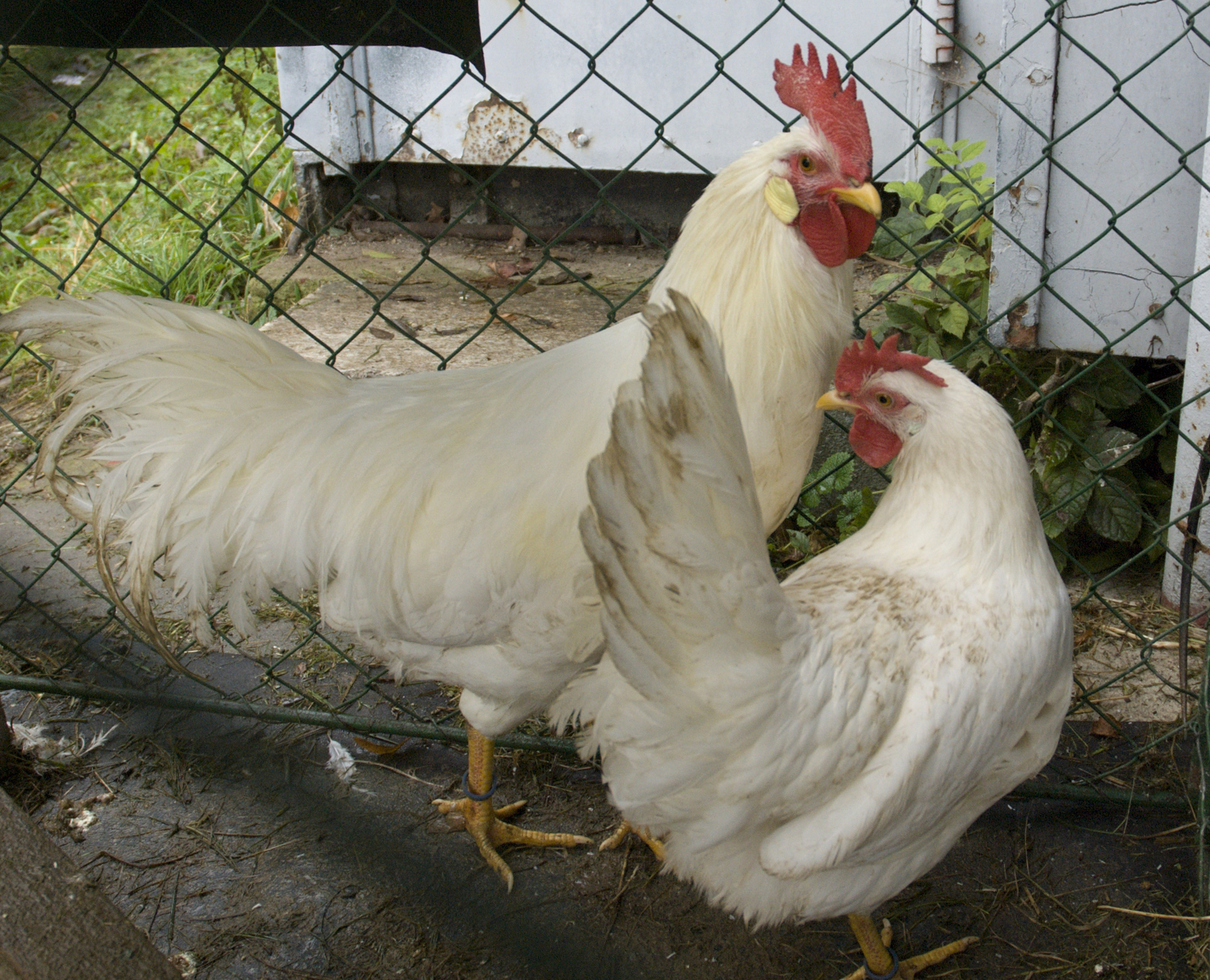
Kohout a slepice leghornky